# Teckel
 (mai 2017).
Si vous disposez d'ouvrages ou d'articles de référence ou si vous connaissez des sites web de qualité traitant du thème abordé ici, merci de compléter l'article en donnant les références utiles à sa vérifiabilité et en les liant à la section « Notes et références ».
 (décembre 2016).
Améliorez-le ou discutez des points à vérifier. 
Le teckel, parfois appelé chien saucisse, est une race de basset d'Allemagne, c'est-à-dire un chien long et court sur pattes.

## Histoire
Le teckel, originaire d'Allemagne, était à l'origine utilisé pour la chasse aux renards, aux lapins et aux blaireaux, qu'il délogeait de leurs terriers. Son nom vient du mot Dachs, blaireau en allemand, par l'intermédiaire de Dachshund, chien à blaireau. Les deux désignations utilisées aujourd'hui en Allemagne, Dackel et Teckel, en sont des abbréviations; Dackel y étant plus commune.
On retrouve les premiers signes de chiens à courtes pattes  au Moyen Âge. Les premiers spécimens similaires au teckels d'aujourd'hui ont vu le jour au XVIIe siècle et les variétés de la race ont continué à se développer jusqu'au XIXe siècle. Parmi ses ancêtres, on trouve le basset ou encore le brachet. On a aussi pu observer, sur des fresques égyptiennes, des représentations de chiens identiques, à la seule différence qu'ils avaient les oreilles droites et non tombantes.

## Teckels de personnages célèbres
La reine Victoria possédait des teckels à poils durs qui lui rappelaient son pays d'origine,[source insuffisante].
Son petit-fils le Kaiser Guillaume II fut toute sa vie également accompagné de teckels, dont le couple à poils ras, Wadl et Hexl, qui causa un certain émoi diplomatique pendant une visite de l'empereur d'Allemagne à l'archiduc François-Ferdinand, car ils massacrèrent les faisans dorés d'agrément qui se promenaient dans son parc.[réf. nécessaire]
L'écrivain Anton Tchekhov a eu plusieurs teckels, dont Brom et Quina, dont l'un des descendants directs fut le chien de la mère de Vladimir Nabokov, de même que Karen Blixen à la fin de sa vie.
Le général Patton avait un teckel à poils durs appelé Ryan, ainsi que le maréchal Rommel. Picasso aimait son teckel dénommé Lump. Andy Warhol possédait aussi un teckel, et plus près de nous Heidi Klum est adepte de cette race.
Le peintre Pierre Bonnard a eu toute sa vie des teckels qui sont immortalisés dans ses tableaux, souvent avec Marthe sa compagne (le plus connu est le chien Ubu). Les titres de quelques-unes de ses peintures avec teckel sont : La Sieste (1914) ; L'Été (1917) ; Le Jardin au basset (v. 1927) ; La Toilette (v. 1932) ; La Petite Fille au chien (1929-1932), Nu dans le bain au petit chien (1941), etc.

## Caractéristiques et tempérament
Pour un article plus général, voir Chien.

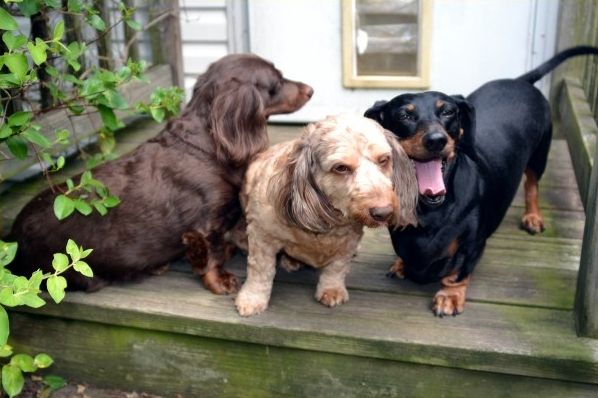
Trois teckels.

Il existe trois variétés de teckel. Il y a les teckels à poil long, à poil ras et à poil dur. En ce qui concerne le gabarit, on trouve des teckels nains, « kanichien » ou miniature et « standards » qui sont plus gros et plus massifs que les teckels miniatures. En moyenne, le teckel standard pèse entre 9 et 12 kg, tandis que le kanichien pèsera moins de 3,5kg.
L'âge que peuvent espérer atteindre les teckels (espérance de vie) est estimé en moyenne à 12,7 ans, il peut atteindre les 14 ans.
Malgré sa petite taille et ses courtes pattes, le teckel est un chien dynamique et actif. Il apprécie les balades en extérieur en pleine nature comme en forêt par exemple. C'est un chien qui a besoin de se dépenser pour être heureux. Sa vitesse maximale est de 30 km/h.
Leur dos allongé peut parfois, mais rarement, entraîner des problèmes intervertébraux qui peuvent occasionner une paralysie de l'arrière-train. Il ne faut pas les laisser sauter de très haut ou descendre de très bas pour éviter les blessures dorsales.

## Classification (Standard FCI)
Un argument peut être avancé en faveur de la classification dans le groupe des chiens de détection ou des chiens terriers.
Initialement, la race a été développée pour la chasse afin de pister les proies en utilisant les odeurs. Un de ses comportements phares qui est la persistance dans le creusement lui vient probablement de la catégorie des chiens terriers.
Le teckel représente à lui seul le 4e groupe de la classification FCI.
On en distingue 9 variétés dans la classification FCI fonction du gabarit et de la longueur de poil.
- Standard : chien de plus de 35 cm de tour de poitrine

- Nain : chien ayant un tour de poitrine compris entre 30 et 35 cm (avec une tolérance de 2 cm)[8].

- Kaninchen : chien ayant un tour de poitrine inférieur à 30 cm (avec une tolérance de 2 cm)[8].

| Taille/Poil                 | teckel poil ras | teckel poil dur | teckel poil long |
| --------------------------- | --------------- | --------------- | ---------------- |
| Standard                    | x               | x               | x                |
| Nain                        | x               | x               | x                |
| Kaninchen (sauf exceptions) | x               | x               | x                |

Dans les teckels miniatures, on retrouve les nains et les kaninchens de la classification FCI (voir les liens en fin d'articles).
Avec trois variétés de poils (ras, dur et long), trois tailles (kaninchen, nains et standards) et trois coloris (unicolore, bicolore ou arlequin (gène merle).
Le teckel ne se décline pas seulement en 3 variétés de poil et en 3 variétés de taille, il peut également présenter un nombre important de robes. Il est important, surtout pour un éleveur, de connaître les couleurs de base qui sont les suivantes selon les variétés :
- Fauve : tous poils ;
- Noir et feu : tous poils ;
- Sanglier : poil dur uniquement .

Aux trois robes de bases s’ajoutent 3 gènes modificateurs :
- Chocolat : tous poils, toutes couleurs (toléré chez les fauves) ;
- Bringé : poil ras fauve uniquement ;
- Arlequin : tous poils, uniquement sur les noir feu et chocolat feu.

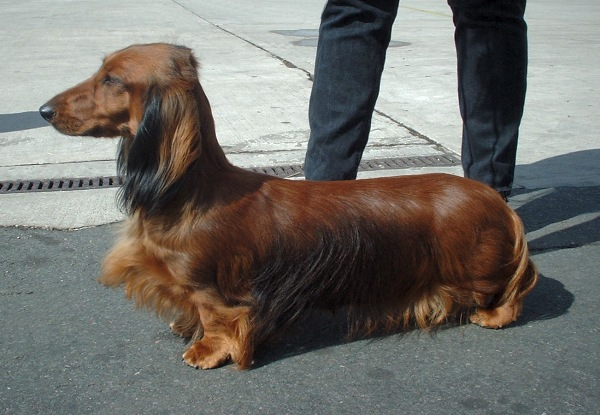
Un teckel à poil long (rouge).
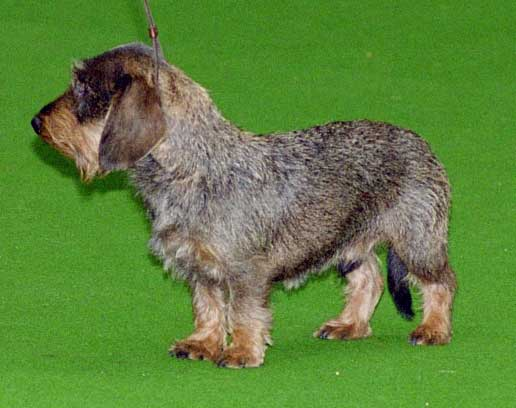
Un teckel à poil dur (sanglier).
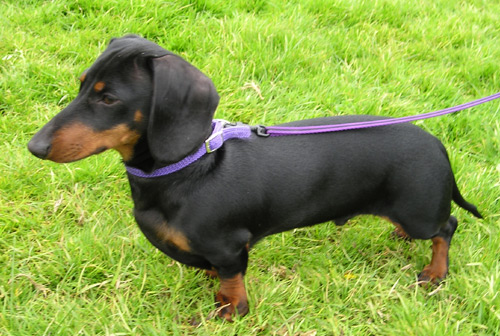
Un teckel à poil ras nain (noir et feu).
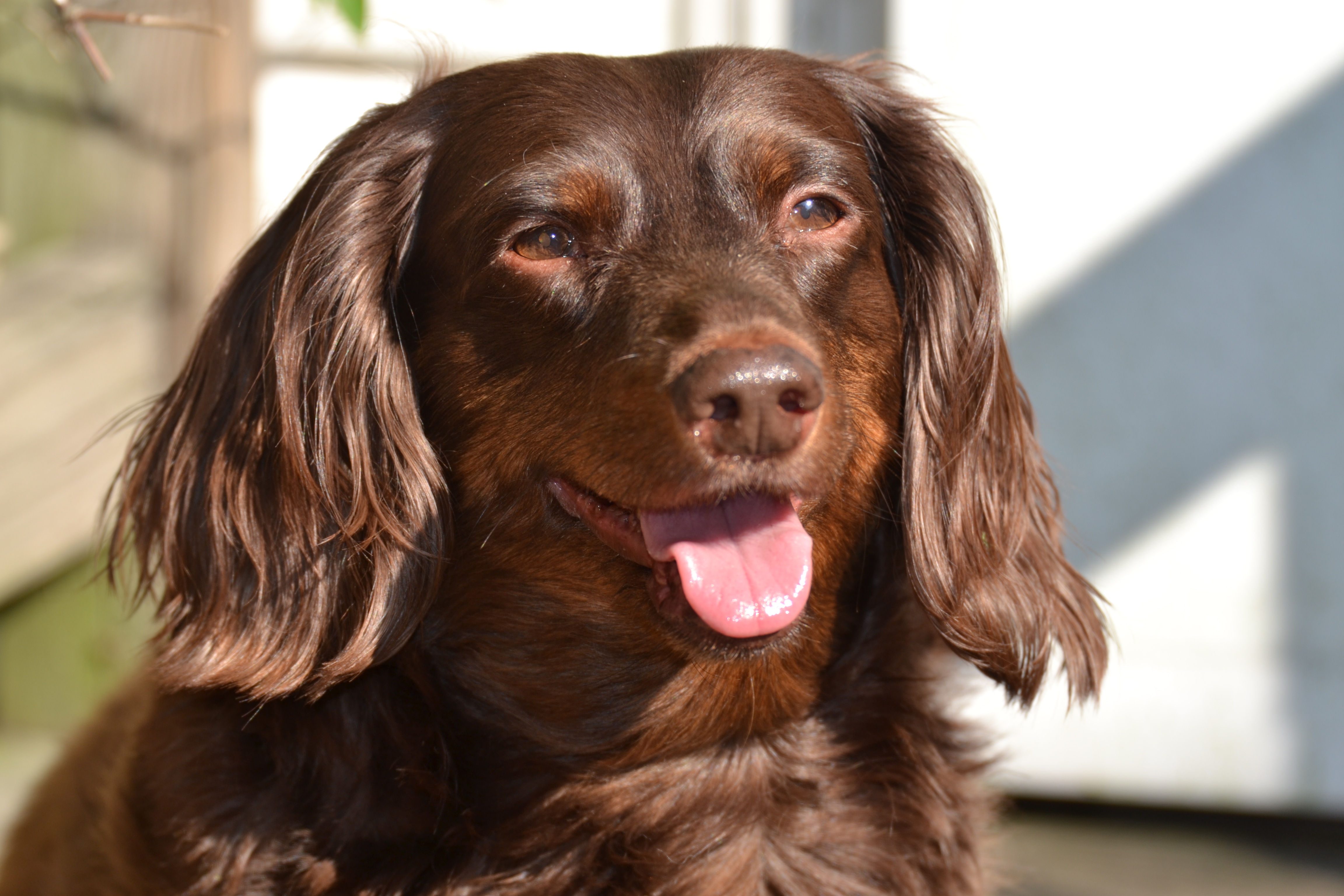
Un teckel à poil long (chocolat et feu).
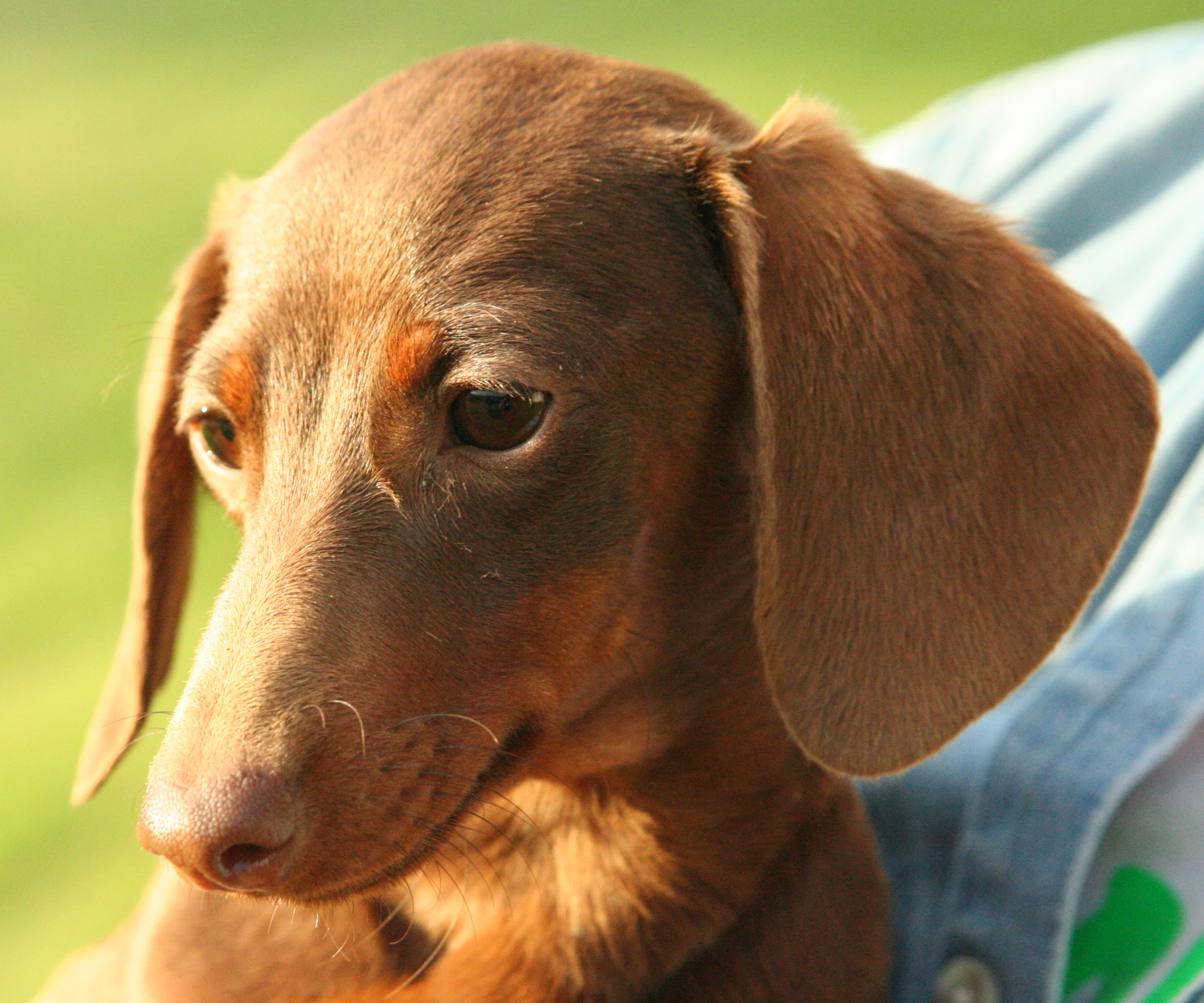
Un teckel à poil court chocolat et feu.
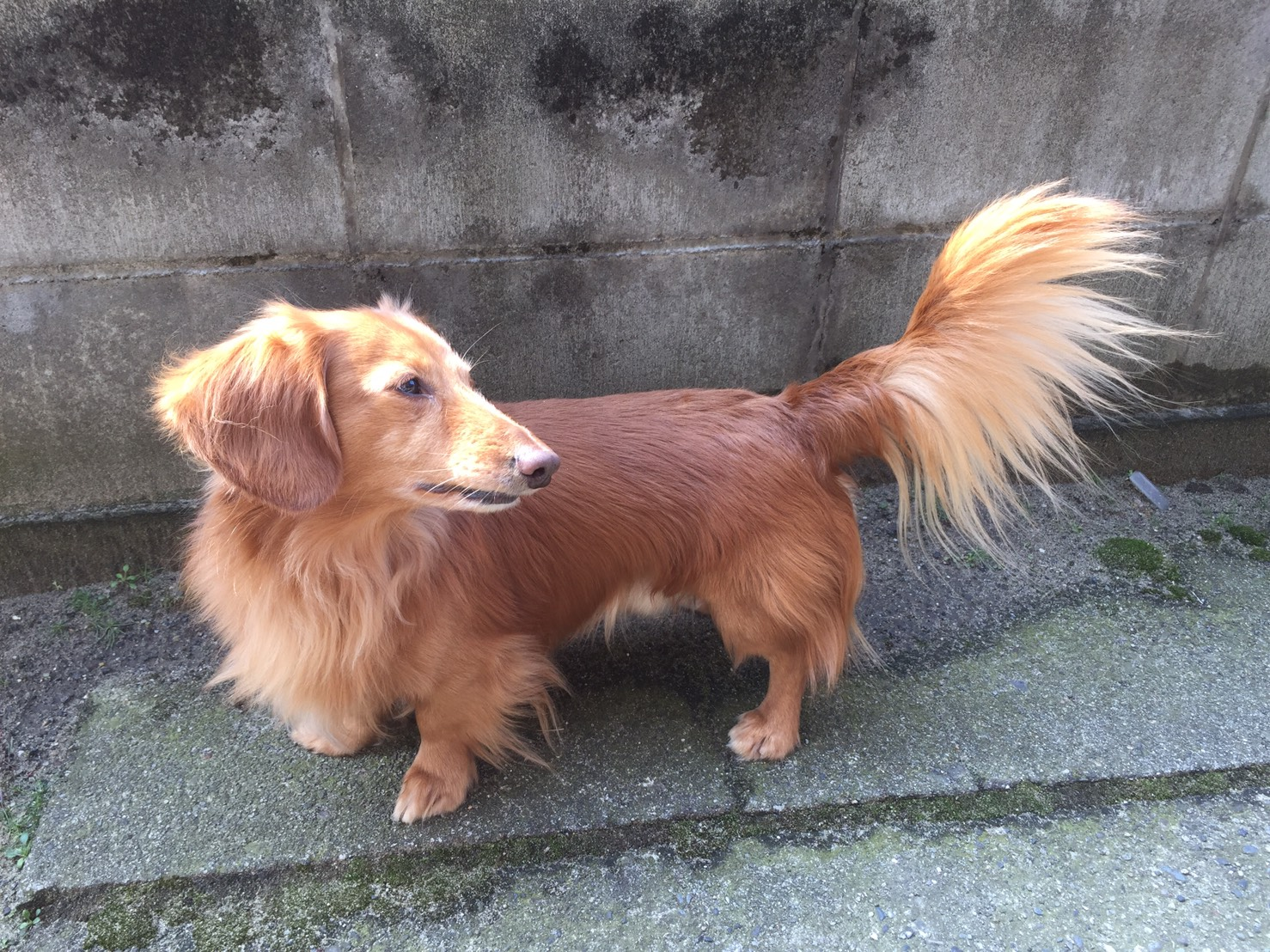
Un teckel nain à poil long.
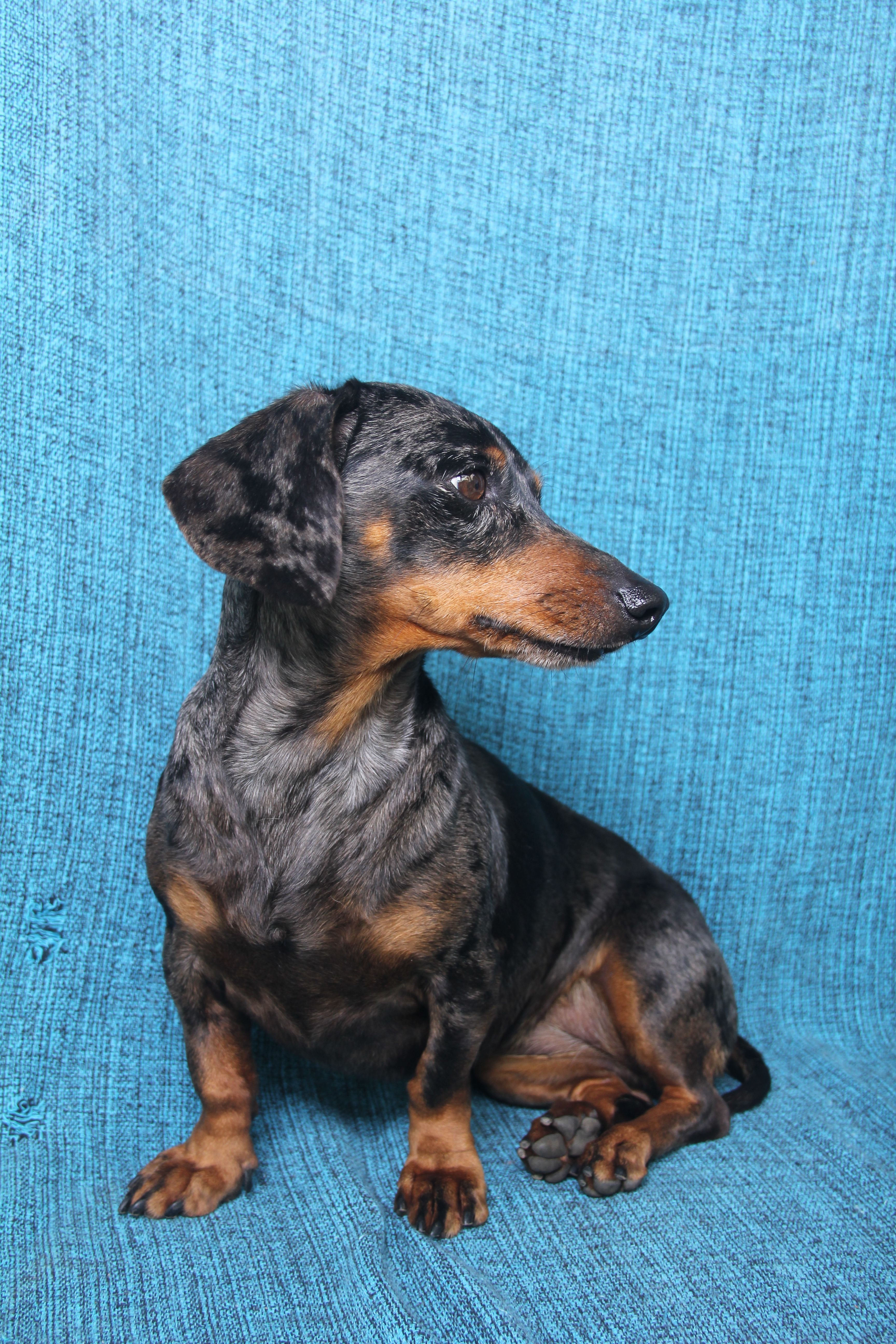
teckel poil ras (arlequin chocolat).

## Chasse
Le teckel est utilisé couramment dans la chasse notamment pour pister, traquer ou ramener le gibier au sol et hors des terriers.
Sur terre :
- Chevreuil
- Lièvre

Sous terre :
- Renard
- Blaireau
- Lapin (chassé spécifiquement par les kaninchens au vu de leur petite taille)

## Standards de la race selon les fédérations
- France : FCI
- États-Unis : American Kennel Club
- Australie : Dogs Australia
- Angleterre : KC
- Nouvelle Zélande : DogsNZ